# ویلیام بال (بازیکن فوتبال)
ویلیام بال (انگلیسی: William Ball; ۹ آوریل ۱۸۸۶ – ۳۰ سپتامبر ۱۹۴۲) بازیکن فوتبال اهل بریتانیا بود.
از باشگاه‌هایی که در آن بازی کرده‌است می‌توان به باشگاه فوتبال بیرمنگام سیتی اشاره کرد.
وی همچنین در تیم ملی فوتبال انگلستان (Victory international) بازی کرده‌است.